# The Bottle (film 1915)
The Bottle è un film muto del 1915 diretto da Cecil M. Hepworth.

## Trama
Un falegname affetto dall'incontrollabile desiderio di bere, perde il lavoro e muore dopo che il figlio è diventato ladro per salvare la moglie affamata.

## Produzione
Il film fu prodotto dalla Hepworth.

## Distribuzione
Distribuito dalla Hepworth, il film uscì nelle sale cinematografiche britanniche nel maggio 1915. Fu distribuito negli Stati Uniti dall'Ideal Film Service nell'ottobre dello stesso anno usando anche il titolo La Bataille.
Si pensa che sia andato distrutto nel 1924 insieme a gran parte degli altri film della Hepworth. Il produttore, in gravissime difficoltà finanziarie, pensò in questo modo di poter almeno recuperare l'argento dal nitrato delle pellicole.